# Osservatorio Balcani e Caucaso Transeuropa
Osservatorio Balcani e Caucaso Transeuropa (OBC Transeuropa o OBCT) è un think tank e media online italiano, specializzato sulle questioni dell'Europa sud-orientale, della Turchia, Ucraina e Caucaso.
OBCT riferisce sugli sviluppi sociali, culturali e politici in 6 Stati membri dell'UE, 7 stati candidati e potenziali candidati, e i 5 paesi del partenariato orientale attraverso una rete di 50 corrispondenti dall'estero, tra cui giornalisti, ricercatori e gli attivisti, pubblicando notizie, analisi e multimedia su base giornaliera. I suoi archivi ospitano più di 10.000 articoli, e il suo sito web ospita 130.000 visitatori unici al mese in media. OBCT produce e circola anche documenti di ricerca, libri scientifici e strumenti didattici e formativi, e si avvale di crowd-sourcing, social media e dibattiti online come strategia dal basso. Tutti i suoi contenuti sono disponibili con licenze Creative Commons.
OBCT è un hub cross-mediale, multilingue e transnazionale di notizie, che si rivolge a organizzazioni della società civili, giornalisti, studenti e ricercatori, responsabili politici, imprese, migranti, e il pubblico in generale. Le sue attività combinano giornalismo online, ricerca, formazione, diffusione della conoscenza e consulenza politica.
I suoi temi di interesse includono la trasformazione dei conflitti, la politica della memoria, la cittadinanza attiva, la sfera pubblica europea, la libertà dei media, l'allargamento dell'UE, la politica europea di vicinato, la cooperazione internazionale, lo sviluppo locale, i diritti umani, i diritti delle minoranze, migrazione e asilo, il genere e il welfare; tutto ciò visto dal basso verso l'alto, in una prospettiva transnazionale.

## Storia
Lanciato nel 2000  (allora "Osservatorio sui Balcani") a Rovereto come forum di dialogo tra le organizzazioni della società civile, OBCT si propone di sostenere le relazioni transnazionali per promuovere l'integrazione europea del Sud-Est Europa, lo sviluppo della democrazia a livello europeo, e l'allentamento della divisione est/ovest in Europa.
Come progetto autonomo all'interno della Fondazione Opera Campana dei Caduti con sede a Rovereto, OBCT è sostenuto dal Forum Trentino per la Pace e i Diritti Umani, e finanziato dal Dipartimento per la Cooperazione Internazionale della Provincia autonoma di Trento e il Comune di Rovereto. OBCT ha inoltre firmato un accordo di partnership a lungo termine con il Parlamento europeo, e ha vinto borse di studio e progetti da parte del Ministero degli Affari Esteri, dall'Unione europea, da fondazioni private, statali e organizzazioni private.

Nel settembre del 2013, OBCT è stato oggetto di un attacco hacker volto contro un articolo sulla corruzione nel settore petrolifero in Azerbaijan.
Dal 2017 OBCT è unità operativa autonoma all'interno del Centro per la Cooperazione Internazionale (CCI) della Provincia autonoma di Trento, trasferendo la propria sede da Rovereto a Trento.
OBCT è partner dello European Centre for Press and Media Freedom, con sede a Lipsia, per il quale ha sviluppato e gestisce l'Online Resource Centre on Media Freedom.

## Premi e riconoscimenti
Il giornalista dell'Economist Tim Judah ha definito OBCT come "il miglior sito web in Italia, come suggerisce il nome, sugli affari dei Balcani e del Caucaso". Paolo Rumiz l'ha definito “Il miglior portale d'informazione  sul sud-est Europa”.
Molti degli articoli, reportage e documentari video sul sito web di OBCT hanno vinto premi nazionali ed internazionali.  OBCT ha vinto anche il Premio giornalistico sul reportage di guerra "Antonio Russo" nel 2010, sezione Internet.